# Kolínský vikariát
Kolínský vikariát je územní část pražské arcidiecéze. Tvoří ji šest římskokatolických farností.

## Osoby ustanovené ve vikariátu
Osobami ustanovenými ve vikariátu jsou:
- Mgr. Michal Procházka – okrskový vikář, farář farnosti Uhlířské Janovice a sídelní kanovník Kolegiátní kapituly svatého Kosmy a Damiána ve Staré Boleslavi[4]
- Vojtěch Dvořák – vikariátní referent Odboru správy pozemků
- Miloš Herzog – stavební technik

## Popis
Do konce roku 2004 měl kolínský vikariát 37 farností, které byly k 1. lednu 2005 sloučeny do pěti přímo spravovaných farností. V nich působilo dvanáct kněží, dva jáhni a dvě pastorační asistentky, kteří spravovali 91 kostelů a kaplí. Okrskovým vikářem byl Libor Bulín.  Dvě farnosti z vikariátu Vlašim byly k 1. lednu 2008 sloučeny s farností Uhlířské Janovice, když došlo k posunutí hranic vikariátu.
| Farnost                   | Správce                                        | Další duchovní ve farnosti | Farní kostel                    | Ostatní kostely |
| ------------------------- | ---------------------------------------------- | --- | ------------------------------- | --- |
| Český Brod                | Mgr. Krystof Henriko administrátor             | Ing. Jan Pečený jáhenská služba excurrendo                                                                                         | Kostel svatého Gotharda         | - Kostel Nalezení svatého Kříže (Bříství) - Kostel svatého Bartoloměje (Bylany) - Kostel svatého Jakuba Staršího (Kounice) - Kostel Nanebevzetí Panny Marie (Lstiboř) - Kostel Narození Panny Marie (Poříčany) - Kostel svatého Václava (Přistoupim) - Kostel svatého Martina (Rostoklaty) - Kostel svatého Havla (Štolmíř) - Kostel Nanebevzetí Panny Marie (Tismice) |
| Kolín                     | P. ThLic. Ján Halama SVD farář                 | P. Jarosław Andrzej Batóg SVD P. Karolus Luangga Tefa SVD farní vikáři Mgr. Filip Dvořák Mgr. Marta Moravcová pastorační referenti | Kostel svatého Bartoloměje      | - Kostel svatého Bartoloměje (Býchory) - Kostel Narození Panny Marie (Červené Pečky) - Kostel svatého Václava (Dobřeň) - Kostel svatého Václava (Jindice) - Kostel Nanebevzetí Panny Marie (Kbel) - Kostel Nejsvětější Trojice (Kolín) - Kostel svatého Víta (Kolín) - Kostel svatého Jana Křtitele (Kolín) - Kostel Všech svatých (Kolín) - Kostel svatého Václava a Božího Těla - Kostel svatého Jiří (Lošany) - Kostel svatého Petra a Pavla (Nebovidy) - Kostel svatého Václava (Nová Ves I) - Kostel svatého Jakuba Staršího (Ovčáry) - Kostel Navštívení Panny Marie (Polní Voděrady) - Kostel Nanebevzetí Panny Marie (Předhradí) - Kostel svatého Václava (Ratboř) - Kostel svatého Bartoloměje (Solopysky) - Kostel svatého Ondřeje (Starý Kolín) - Kostel svaté Markéty Antiochijské (Suchdol) - Kostel svatého Vavřince (Velim) - Kostel Nejsvětějšího srdce Ježíšova (Velký Osek) - Kostel Nanebevzetí Panny Marie (Veltruby) - Kostel Navštívení Panny Marie (Vysoká) - Kostel svatého Martina (Zibohlavy) |
| Kostelec nad Černými lesy | Jaroslav Lízner administrátor in spiritualibus | Mgr. Ivan Augustin Navrátil administrátor excurrendo in materialibus                                                               | Kostel Svatých Andělů strážných | - Kostel svatého Jiří (Aldašín) - Kostel svatého Václava (Konojedy) - Kostel svatého Jana Křtitele (Kostelec nad Černými lesy) - Kostel Nejsvětější Trojice (Kouřim) - Kostel svatého Štěpána (Kouřim) - Kostel svatého Martina (Kozojedy) - Kostel svatého Matouše (Malotice) - Kostel Všech svatých (Oleška) - Kostel svatého Václava (Svojšice) - Kostel svatého Bartoloměje (Třebovle) - Kostel svatého Šimona a Judy (Vitice) - Kostel svatého Havla (Ždánice) |
| Pečky                     | Mgr. Josef Nerad administrátor                 | | Kostel svatého Václava          | - Kostel svatého Jana Nepomuckého (Cerhenice) - Kostel Nejsvětější Trojice (Dobřichov) - Kostel svatého Prokopa (Chotouň) - Kostel Narození svatého Jana Křtitele (Plaňany) - Kostel Zvěstování Panny Marie (Plaňany) - Kostel svatého Jakuba Staršího (Ratenice) - Kostel Stětí svatého Jana Křtitele (Skramníky) - Kostel svatého Václava (Vrbčany) - Kostel svatého Václava (Žabonosy) |
| Uhlířské Janovice         | Mgr. Michal Procházka farář                    | JCLic. Mgr. Jaroslav Miškovský farní vikář                                                                                         | Kostel svatého Aloise           | - Kostel svatého Petra a Pavla (Čestín) - Kostel svatého Petra a Pavla (Dolní Chvatliny) - Kostel Nejsvětější Trojice (Drahobudice) - Kostel svatého Václava (Hodkov) - Kostel svatého Václava (Horní Kruty) - Kostel Narození Panny Marie (Košice) - Kostel svatého Jiří (Malejovice) - Kostel svatého Martina (Petrovice II) - Kostel Nanebevzetí Panny Marie (Rašovice) - Kostel svatého Havla (Skvrňov) - Kostel svaté Anny (Sudějov) - Kostel svatého Jana Křtitele (Svatý Jan t. Krsovice) - Kostel svatého Jiljí (Uhlířské Janovice) - Kostel svatého Vavřince (Vavřinec) - Kostel svatého Mikuláše (Vidice) - Kostel Nanebevzetí Panny Marie (Zásmuky) - Kostel Stigmatizace svatého Františka (Zásmuky) - Kostel svatého Mikuláše (Žíšov) |
| Úvaly                     | Mgr. Pavel Budský farář                        | Ing. Alois Maceška Ing. Jan Pečený jáhenská služba                                                                                 | Kostel Zvěstování Páně          | - Kostel svatého Bartoloměje (Březí) - Kostel svatého Petra a Pavla (Horka) - Kostel svatého Jiří (Hradešín) - Kostel svatého Jakuba Staršího (Sluštice) - Kostel svaté Anny (Škvorec) - Kostel Narození svatého Jana Křtitele (Tuklaty) |

## Zaniklé farnosti
- Římskokatolická farnost Český Brod – 1. ledna 2005 do ní byly sloučeny farnosti Lstiboř, Přistoupim a Tismice, 1. ledna 2006 přibyly sloučené farnosti Kounice a Poříčany a obce Bříství a Starý Vestec ze zrušené a rozdělené farnosti Bříství.
- Římskokatolická farnost Kolín – 1. ledna 2005 do ní byly sloučeny farnosti Křečhoř, Lošany, Nebovidy, Nová Ves I, Ovčáry, Předhradí u Nymburka, Ratboř, Solopysky, Starý Kolín, Suchdol, Velim a Veltruby.
- Římskokatolická farnost Kostelec nad Černými Lesy – 1. ledna 2005 do ní byly sloučeny farnosti Konojedy u Kostelce nad Černými lesy, Kouřim, Malotice, Oleška, Svojšice u Kostelce nad Černými lesy a Vitice.[9]
- Římskokatolická farnost Pečky – 1. ledna 2005 do ní byly sloučeny farnosti Dobřichov, Plaňany, Ratenice a Skramníky.[17]
- Římskokatolická farnost Uhlířské Janovice – 1. ledna 2005 do ní byly sloučeny farnosti Dolní Chvatliny, Drahobudice, Horní Kruty, Košice, Sudějov, Vavřinec a Zásmuky.[9] 1. ledna 2008 do ní byly sloučeny farnosti Čestín a Petrovice II, původně z vikariátu Vlašim.[10]